# 囍逸

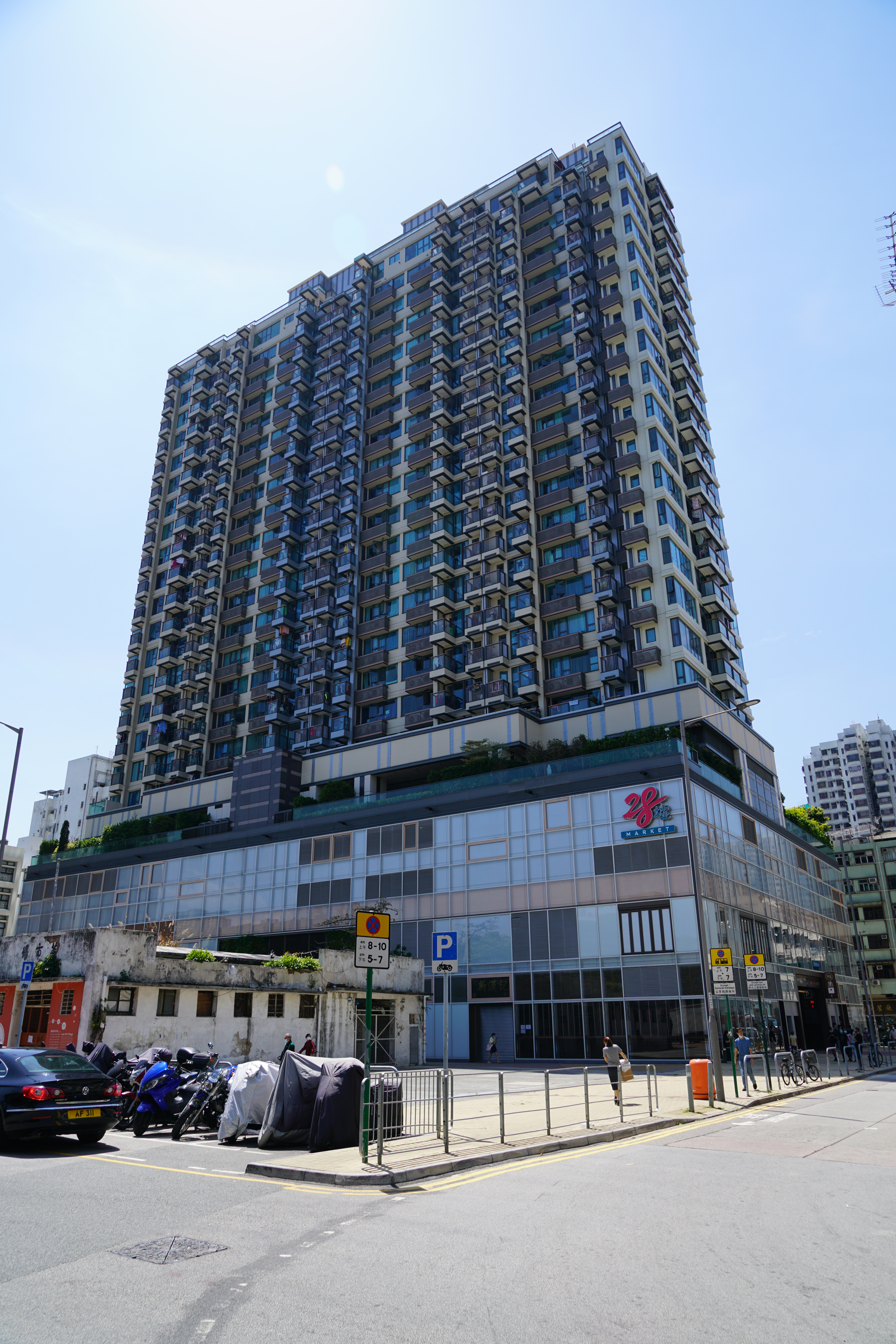
囍逸

囍逸（英語：Commune Modern），位於香港新界粉嶺聯和墟和豐街28號。由信和置業發展的單幢式分層住宅，於2016年6月開售，2018年12月入伙。首批60伙折實平均呎價9,931元，入場費為328.5萬元，較同區一手樓盤低。物業管理費約每呎3.5元。

## 住宅
項目為單幢式分層住宅，樓高25層，提供296伙。開放式間隔面積235至238方呎，全數34伙。一房單位總數102伙，面積293至300方呎。兩房設87伙，面積461至474方呎。兩房加儲物房單位總數51伙。三房連套房間隔總數有22伙，面積584至750方呎。特色戶則佔全盤5%，主要為連平台或頂層單位。

## 設施
位於3樓的住客會所面積12,645方呎，另有10,287方呎花園，設施包括50米室外泳池、健身室、兒童遊樂園、燒烤場、宴會廳等。
地庫設28個住客車位及3個住客電單車位，地面有20個單車位。2樓及閣樓為公眾停車場，提供100個公眾車位。

## 商場
基座商場命名為「28墟」，地下設有街舖，主要為超市、餐廳及其他零售商舖，一樓亦開設「好彩小品」（在2019年4月裝修後已改為好彩海鮮酒家），面積三萬多平方呎。在2018年12月中對外開放。一樓亦開設健身中心。

## 交通
距港鐵粉嶺站約5分鐘車程

## 興建圖像

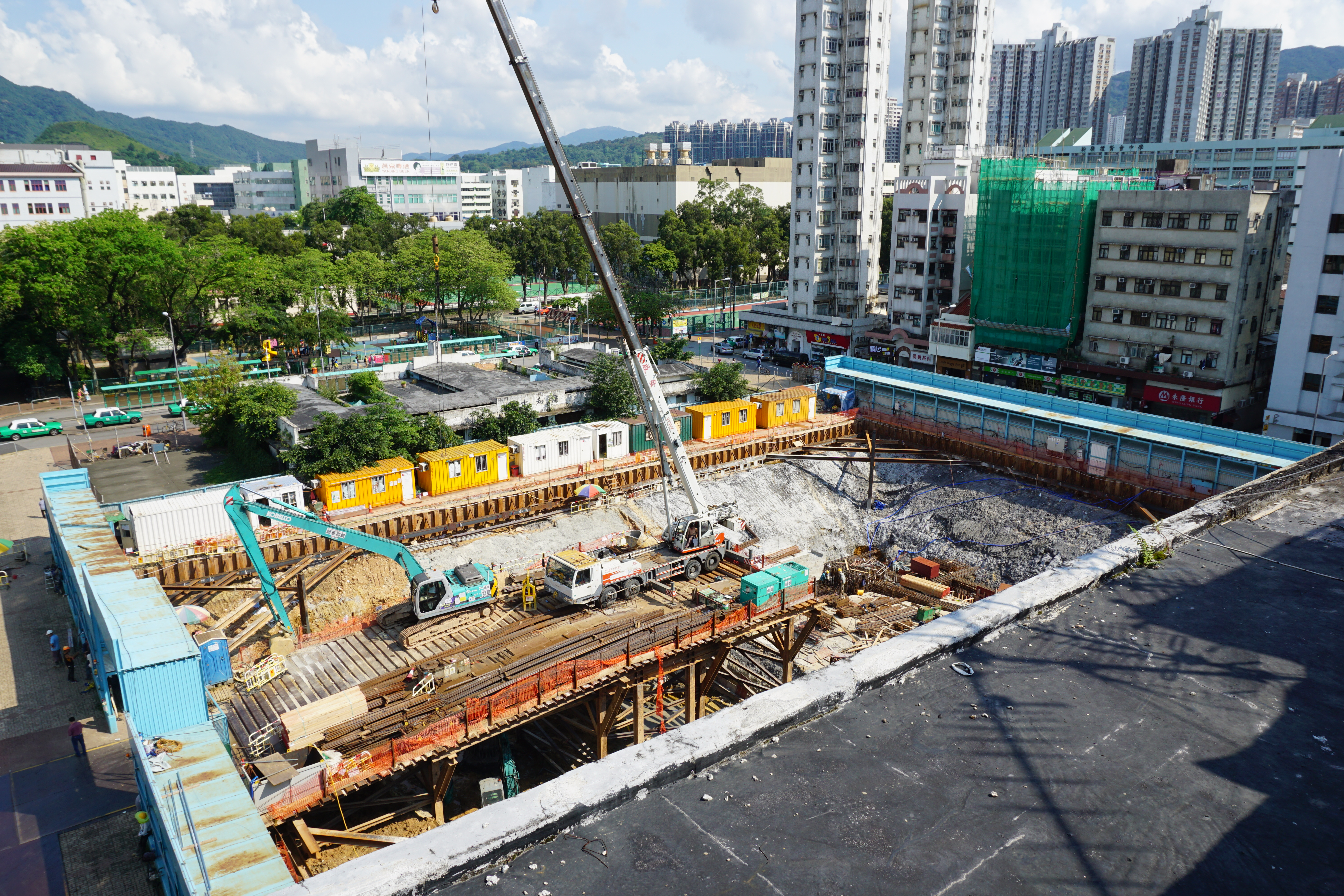
2016年5月
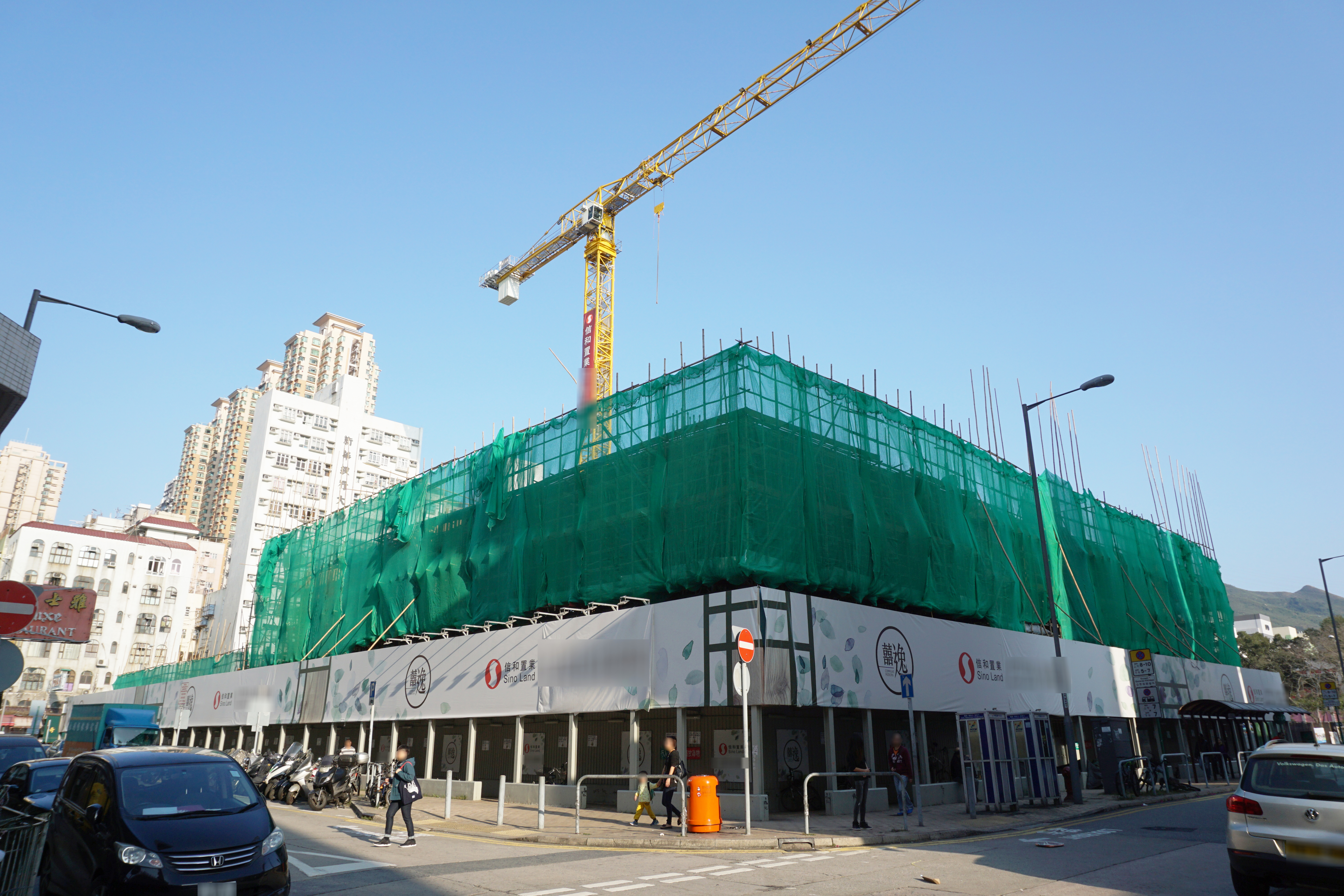
2016年12月
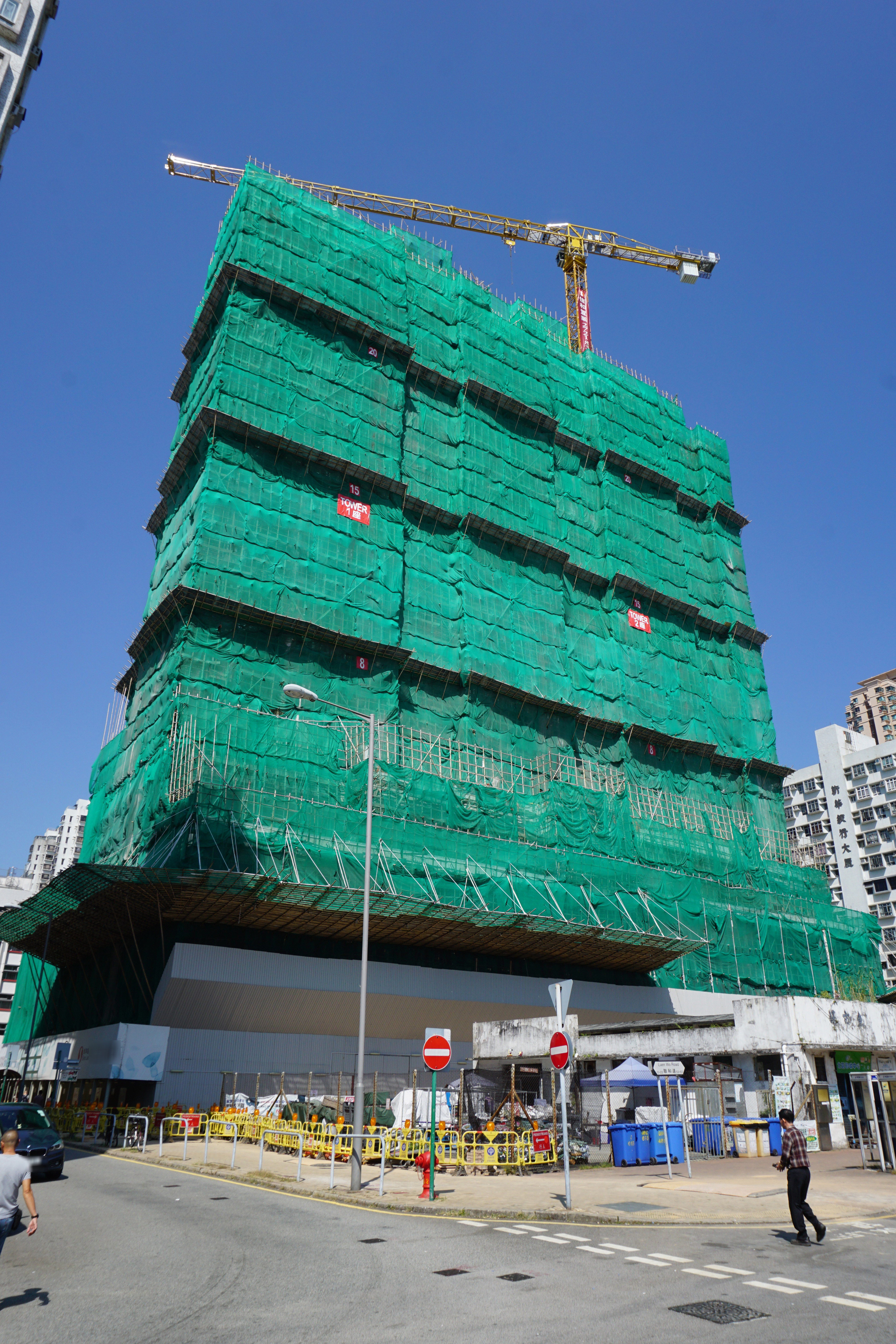
2017年11月

## 外部連結
- 囍逸官方網站（页面存档备份，存于）